# Самый приятный бордель в Техасе
«Самый приятный бордель в Техасе» (англ. The Best Little Whorehouse in Texas) — американская музыкальная комедия 1982 года, снятая Колином Хиггинсом (его последний фильм в качестве режиссёра). Фильм является адаптацией одноименного бродвейского мюзикла 1978 года. Главные роли исполнили Бёрт Рейнолдс
и Долли Партон, Дом Делуиз, Чарльз Дёрнинг и Джим Нэйборс.
Хотя фильм получил смешанные отзывы критиков, Дёрнинг был номинирован на премию «Оскар» за лучшую мужскую роль второго плана за роль губернатора Техаса. Номинации на премию «Золотой глобус» достались самому фильму за лучший фильм (комедия или мюзикл) и Партон за лучшую женскую роль в фильме (комедия или мюзикл). Это был четвёртый самый кассовый музыкальный фильм 1980-х годов и самый кассовый музыкальный фильм 1982 года.

## Синопсис
Гилберт, маленький техасский городок, известен по всей стране своим борделем «Курятник», которым владеет пышногрудая Мисс Мона. Однажды телерепортер Мелвин Торп начинает кампанию против данного заведения, однако ему противостоит Эд Додд, уважаемый местными шериф и любовник Мисс Моны.

## В ролях
- Бёрт Рейнольдс — шериф Эд Эрл Додд
- Долли Партон — Мона Стэнгли
- Дом Делуиз — Мелвин П. Торп
- Чарльз Дёрнинг — губернатор Техаса
- Тереза Меррит[англ.] — Джуэл
- Джим Нэйборс — помощник шерифа Фред
- Лоис Неттлтон — Дульси Мэй
- Ной Бири-младший[англ.] — Эдсел
- Роберт Мэндан[англ.] — сенатор Чарльз Уингвуда
- Барри Корбин — Си Джей
- Мэри Джо Кэтлетт — Рита Кроуэлл
- Мэри Луиза Уилсон — мисс Моден
- Говард К. Смит — камео
- Дональд Ф. Колсон — Джефф Джеральд
- Хелен Клиб — Дора
- Микки Джонс[англ.] — Генри
- Бобби Файт[англ.] — сын Дульси Мэй
- Пола Шоу[англ.] — Вулла Джин
- Кеннет Уайт — шериф Джек Рой
- Тед Геринг[англ.] — шериф Чэпмен